# Du Yuesheng
Du Yuesheng (ur. 1887 zm. 1951), pseudonim Wielkie Uszy – chiński gangster, jedna z najważniejszych postaci międzywojennego Szanghaju.
Urodził się na terenie Pudongu (wówczas biednej wioski rybackiej na przedmieściach Szanghaju). Od najmłodszych lat wiódł żywot chuligana, wstąpił także do Zielonego Gangu (Qing Bang), jednej z największych triad w Szanghaju. Dzięki dużym zyskom osiągniętym w podziemiu hazardowym w przeciągu pięciu lat stał się jej hersztem. Działał na terenie koncesji francuskiej, gdzie posiadał swoją rezydencję; prowadził liczne ciemne interesy i był właścicielem licznych nieruchomości. Skorumpował lokalną policję i miał znajomości w kręgach władzy. Prowadził burzliwe życie – miał kilka żon i wiele kochanek. Był w bardzo bliskiej zażyłości z Huang Jinrongiem, chińskim oficerem francuskiej policji. Wraz z nim zamienił terytorium francuskiej koncesji w siedlisko kontrolowanych przez siebie prostytucji, hazardu i handlu opium.
Jego pozycja w mieście wzrosła w 1927 roku, kiedy po rozłamie między Kuomintangiem a komunistami sprzymierzył się z nacjonalistami. Szacuje się, że ludzie Du wraz z żołnierzami KMT wymordowali wówczas w mieście ponad 5000 komunizujących robotników. W 1932 roku został członkiem rady miejskiej francuskiej koncesji. Dzięki bliskim związkom z rządzącym Kuomintangiem i Czang Kaj-szekiem nigdy nie spotkały go żadne represje ze strony prawa, a jego narkotykowe imperium kwitło.
Po japońskiej inwazji na Chiny i upadku Szanghaju uciekł do Chongqingu. Du wspierał finansowo chińską armię walczącą z najeźdźcą, a jednocześnie wzbogacał się na przemycie przez linię frontu. Po wojnie wrócił do Szanghaju, gdzie nadal kierował swoim kryminalnym imperium, wspierając również rząd Czang Kaj-szeka w walce z komunistami. Jednocześnie jego sytuacja zaczęła się komplikować, gdyż przebywający w mieście Chiang Ching-kuo w ramach walki z korupcją aresztował krewnych Du.
Po zajęciu Szanghaju przez komunistów w 1949 roku uciekł do Hongkongu, gdzie 2 lata później zmarł.